# Fjällslamfluga
Fjällslamfluga (Eristalis hirta) är en tvåvingeart som beskrevs av Friedrich Hermann Loew 1866. Fjällslamfluga ingår i släktet slamflugor, och familjen blomflugor. Arten är reproducerande i Sverige. Inga underarter finns listade i Catalogue of Life.